# Thielert Centurion 4.0

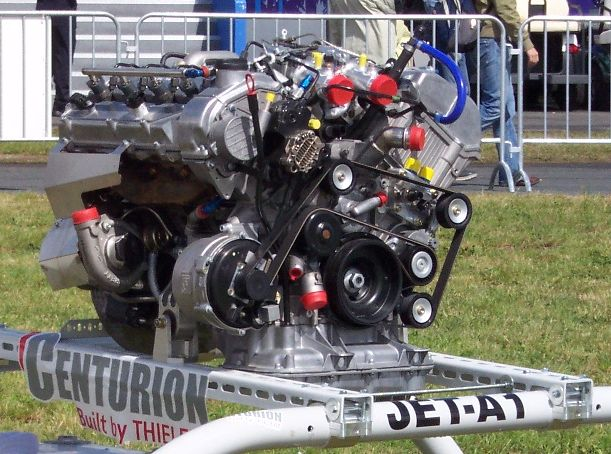
Thielert Centurion 4.0

Der Thielert Centurion 4.0 ist ein Flugmotor des deutschen Herstellers Thielert. Es handelt sich um einen flüssigkeitsgekühlten V8-Vierventil-Commonrail-Dieselmotor der Leistungsklasse um 220 kW (300 PS). Im Gegensatz zum kleineren 1.7-Motor ist er jedoch ausschließlich für den Kerosin-Betrieb zertifiziert.

## Geschichte
Bei dem mit einem Reduktionsgetriebe (1,69:1) und zwei Turboladern mit Ladeluftkühlung ausgerüsteten Triebwerk handelt es sich um die zweite Neuentwicklung eines Kolbenflugtriebwerks für die zivile Luftfahrt seit dem Engagement von Porsche.
Das Triebwerk verfügt über FADEC. Der erste Einsatz des Centurion 4.0 erfolgte in der HPA TT62. Er ist nach JAR-E zugelassen. Inzwischen erfolgt auch der probeweise Einsatz in einer zweimotorigen Beech B60 „Duke“.
Eine Überholung ist nicht vorgesehen. Das Triebwerk hat eine zulässige Betriebszeit von 2400 h und muss dann ersetzt werden. Der Beschaffungspreis liegt bei 58.000 € (2/2006). Bei dem Motor handelt es sich um einen für die Luftfahrt angepassten Mercedes-Benz OM 629-Kraftfahrzeugmotor, der bis 2010 unter anderem in den S-Klasse-Modellen S 420 und 450 CDI eingesetzt wurde. Da Mercedes-Benz ab 2011 die Achtzylinder-Dieselmotoren sukzessive durch wesentlich verbrauchsgünstigere und mehrstufig aufgeladene Sechszylindermotoren ersetzt hat, wird der Motor nicht mehr produziert.

## Technische Daten
- Startleistung: 257 kW / 350 PS bei 2300 Umdrehungen pro Minute (Welle)
- Maximale Dauerleistung: 246 kW/335 PS
- Maximales Drehmoment: 1064 Nm
- Reiseleistung: 154 kW/210 PS
- Spezifischer Verbrauch: 216 g/kWh
- Hubraum: 3996 cm³
- Bohrung: 86 mm
- Hub: 86 mm
- Kompression: 18,5:1
- Treibstoff: Jet A1
- Propeller: ein verstellbarer 3-Blatt-Propeller von MT Propeller
- Generator: 28 V, 100 A
- Trockengewicht: 272,2 kg
- Breite: 770 mm
- Tiefe: 900 mm
- Höhe: 670 mm